# Roy Charman
Roy Charman (Londres, 31 de maio de 1930 — Hillingdon, 4 de outubro de 1990) é um sonoplasta britânico. Venceu o Oscar de melhor mixagem de som na edição de 1982 por Raiders of the Lost Ark, ao lado de Bill Varney, Steve Maslow e Gregg Landaker.